# Ronde van Italië 1987
| Eindklassement      |                      |              |
| Algemeen klassement | Stephen Roche        | 105h 39' 42" |
| Tweede              | Robert Millar        | + 3' 40"     |
| Derde / (Ned)       | Erik Breukink        | + 4' 17"     |
| Vierde              | Marino Lejarreta     | + 5' 11"     |
| Vijfde              | Flavio Giupponi      | + 7' 42"     |
| Zesde               | Marco Giovannetti    | + 11' 05"    |
| Zevende             | Phil Anderson        | + 13' 36"    |
| Achtste             | Peter Winnen         | + 13' 56"    |
| Negende             | Johan van der Velde  | + 13' 57"    |
| Tiende              | Steve Bauer          | + 14' 41"    |
| (Bel)               | Eddy Schepers (12e)  | + 18' 26"    |
| Rode Lantaarn       | Dante Morandi (133e) | + 4h 25' 33" |
| Puntenklassement    | Johan van der Velde  | 175 punten   |
| Tweede              | Paolo Rosola         | 171 punten   |
| Derde               | Stephen Roche        | 153 punten   |
| Bergklassement      | Robert Millar        | 97 punten    |
| Tweede              | Jean-Claude Bagot    | 53 punten    |
| Derde               | Johan van der Velde  | 32 punten    |
| Jongerenklassement  | Roberto Conti (15e)  | 106h 00' 33" |
| Tweede              | Jiří Škoda (19e)     | + 5' 48"     |
| Derde               | Rodolfo Massi (24e)  | + 14' 22"    |
| Ploegenklassement   | Panasonic            | 313h 06' 14" |
| Tweede              | Carrera              | -            |
| Derde               | Gis                  | -            |

In 1987 ging de 70e Giro d'Italia op 21 mei van start in San Remo. De wielerwedstrijd eindigde op 13 juni in Saint-Vincent-d'Aoste. Er stonden 180 renners verdeeld over 20 ploegen aan de start. Hij werd gewonnen door Stephen Roche.
Aantal ritten: 22

Totale afstand: 3911.0 km

Gemiddelde snelheid: 37.014 km/h

Aantal deelnemers: 180

## Belgische en Nederlandse prestaties
In totaal namen er 13 Belgen en 16 Nederlanders deel aan de Giro van 1987.

### Belgische etappezeges
- Eddy Planckaert won de 5e etappe van Montalcino naar Terni.

### Nederlandse etappezeges
- Erik Breukink won de 1e etappe deel A van San Remo naar San Romolo.
- Johan van der Velde won de 15e etappe van Lido di Jesolo naar Sappada en de 16e etappe van Sappada naar Canazei.

## Etappe uitslagen
| Datum                  | Etappe    | Parcours                                      | Afstand | Eerste                      | Tweede                     | Derde                     | Klassementsleider       |
| ---------------------- | --------- | --------------------------------------------- | ------- | --------------------------- | -------------------------- | ------------------------- | ----------------------- |
| 21 mei                 | proloog   | San Remo                                      | 4.0 km  | Roberto Visentini (Ita)     | Steve Bauer (Can)          | Czesław Lang (Pol)        | Roberto Visentini (Ita) |
| 22 mei                 | etappe 1a | San Remo - San Romolo                         | 31 km   | Erik Breukink (Ned)         | Phil Anderson (Aus)        | Robert Millar (GBr)       | Erik Breukink (Ned)     |
| 22 mei                 | etappe 1b | Poggio di San Remo - San Remo (tijdrit)       | 8 km    | Stephen Roche (Ier)         | Lech Piasecki (Pol)        | Erik Breukink (Ned)       | Erik Breukink (Ned)     |
| 23 mei                 | etappe 2  | Imperia - Borgo Val di Taro                   | 242 km  | Moreno Argentin (Ita)       | Benny Van Brabant (Bel)    | Luciano Boffo (Ita)       | Erik Breukink (Ned)     |
| 24 mei                 | etappe 3  | Lerice - Camaiore (ploegentijdrit)            | 43 km   | Carrera                     | Del Tongo-Colnago          | Magniflex                 | Stephen Roche (Ier)     |
| 25 mei                 | etappe 4  | Camaiore - Montalcino                         | 203 km  | Moreno Argentin (Ita)       | Flavio Giupponi (Ita)      | Stephen Roche (Ier)       | Stephen Roche (Ier)     |
| 26 mei                 | etappe 5  | Montalcino - Terni                            | 208 km  | Eddy Planckaert (Bel)       | Paolo Rosola (Ita)         | Luciano Boffo (Ita)       | Stephen Roche (Ier)     |
| 27 mei                 | etappe 6  | Terni - Monte Terminillo                      | 134 km  | Jean-Claude Bagot (Fra)     | Eddy Schepers (Bel)        | Roberto Pagnin (Ita)      | Stephen Roche (Ier)     |
| 28 mei                 | etappe 7  | Rieti - Roccaraso                             | 205 km  | Moreno Argentin (Ita)       | Franco Chioccioli (Ita)    | Johan van der Velde (Ned) | Stephen Roche (Ier)     |
| 29 mei                 | etappe 8  | Roccaraso - San Giorgio del Sannio            | 168 km  | Paolo Rosola (Ita)          | Guido Bontempi (Ita)       | Stefano Allocchio (Ita)   | Stephen Roche (Ier)     |
| 30 mei                 | etappe 9  | San Giorgio del Sannio - Bari                 | 257 km  | Urs Freuler (Zwi)           | Paolo Rosola (Ita)         | Johan van der Velde (Ned) | Stephen Roche (Ier)     |
| 31 mei was een rustdag |           |                                               |         |                             |                            |                           |                         |
| 1 juni                 | etappe 10 | Bari - Termoli                                | 210 km  | Paolo Rosola (Ita)          | Urs Freuler (Zwi)          | Luciano Boffo (Ita)       | Stephen Roche (Ier)     |
| 2 juni                 | etappe 11 | Giulianova - Osimo                            | 245 km  | Robert Forest (Fra)         | Romano Randi (Ita)         | Lars Wahlqvist (Zwe)      | Stephen Roche (Ier)     |
| 3 juni                 | etappe 12 | Osimo - Bellaria                              | 197 km  | Guido Bontempi (Ita)        | Adriano Baffi (Ita)        | Paolo Rosola (Ita)        | Stephen Roche (Ier)     |
| 4 juni                 | etappe 13 | Rimini - San Marino (tijdrit)                 | 46 km   | Roberto Visentini (Ita)     | Tony Rominger (zwi)        | Lech Piasecki (Pol)       | Roberto Visentini (Ita) |
| 5 juni                 | etappe 14 | San Marino - Lido di Jesolo                   | 260 km  | Paolo Cimini (Ita)          | Paolo Rosola (Ita)         | Paul Popp (Oos)           | Roberto Visentini (Ita) |
| 6 juni                 | etappe 15 | Lido di Jesolo - Sappada                      | 224 km  | Johan van der Velde (Ned)   | Tony Rominger (zwi)        | Flavio Giupponi (Ita)     | Stephen Roche (Ier)     |
| 7 juni                 | etappe 16 | Sappada - Canazei                             | 211 km  | Johan van der Velde (Ned)   | Erik Breukink (Ned)        | Stephen Roche (Ier)       | Stephen Roche (Ier)     |
| 8 juni                 | etappe 17 | Canazei - Riva del Garda                      | 206 km  | Marco Vitali (Ita)          | Alessandro Paganessi (Ita) | Marco Giovannetti (Ita)   | Stephen Roche (Ier)     |
| 9 juni                 | etappe 18 | Riva del Garda - Trescore Balneario           | 213 km  | Giuseppe Calcaterra (Ita)   | Paolo Rosola (Ita)         | Johan van der Velde (Ned) | Stephen Roche (Ier)     |
| 10 juni                | etappe 19 | Trescore Balneario - Madesimo                 | 160 km  | Jean-François Bernard (Fra) | Paolo Rosola (Ita)         | Marino Lejarreta (Spa)    | Stephen Roche (Ier)     |
| 11 juni                | etappe 20 | Madesimo - Como                               | 156 km  | Paolo Rosola (Ita)          | Alberto Volpi (Ita)        | Eddy Planckaert (Bel)     | Stephen Roche (Ier)     |
| 12 juni                | etappe 21 | Como - Pila                                   | 248 km  | Robert Millar (GBr)         | Stephen Roche (Ier)        | Marino Lejarreta (Spa)    | Stephen Roche (Ier)     |
| 13 juni                | etappe 22 | Aoste/Aosta - Saint-Vincent-d'Aoste (tijdrit) | 32 km   | Stephen Roche (Ier)         | Dietrich Thurau (BRD)      | Milan Jurčo (Tsj)         | Stephen Roche (Ier)     |

 winnaars · 
roze trui · 
  puntenklassement · 
  bergklassement · 
 jongerenklassement · 
 intergiro · 
 ploegenklassement · 
 strijdlust · 
 zwarte trui
Giro d'Italia Next Gen · Giro Donne · Cima Coppi
 Belgische rozetruidragers · etappewinnaars
 Nederlandse rozetruidragers · etappewinnaars
Mannen:
1909 · 
1910 · 
1911 · 
1912 · 
1913 · 
1914 · 
1919 · 
1920 · 
1921 · 
1922 · 
1923 · 
1924 · 
1925 · 
1926 · 
1927 · 
1928 · 
1929 · 
1930 · 
1931 · 
1932 · 
1933 · 
1934 · 
1935 · 
1936 · 
1937 · 
1938 · 
1939 · 
1940 · 
1946 · 
1947 · 
1948 · 
1949 · 
1950 · 
1951 · 
1952 · 
1953 · 
1954 · 
1955 · 
1956 · 
1957 · 
1958 · 
1959 · 
1960 · 
1961 · 
1962 · 
1963 · 
1964 · 
1965 · 
1966 · 
1967 · 
1968 · 
1969 · 
1970 · 
1971 · 
1972 · 
1973 · 
1974 · 
1975 · 
1976 · 
1977 · 
1978 · 
1979 · 
1980 · 
1981 · 
1982 · 
1983 · 
1984 · 
1985 · 
1986 · 
1987 · 
1988 · 
1989 · 
1990 · 
1991 · 
1992 · 
1993 · 
1994 · 
1995 · 
1996 · 
1997 · 
1998 · 
1999 · 
2000 · 
2001 · 
2002 · 
2003 · 
2004 · 
2005 · 
2006 · 
2007 · 
2008 · 
2009 · 
2010 · 
2011 · 
2012 · 
2013 · 
2014 · 
2015 · 
2016 · 
2017 · 
2018 · 
2019 · 
2020 · 
2021 · 
2022 · 
2023 · 
2024 · 
2025
Vrouwen:
1988 · 
1989 · 
1990 · 
1991 ·
1992 ·
1993 · 
1994 · 
1995 · 
1996 · 
1997 · 
1998 · 
1999 · 
2000 · 
2001 · 
2002 · 
2003 · 
2004 · 
2005 · 
2006 · 
2007 · 
2008 · 
2009 · 
2010 · 
2011 · 
2012 ·
2013 · 
2014 ·
2015 ·
2016 ·
2017 ·
2018 ·
2019 ·
2020 ·
2021 ·
2022 ·
2023 ·
2024 ·
2025